# Conosci te stesso

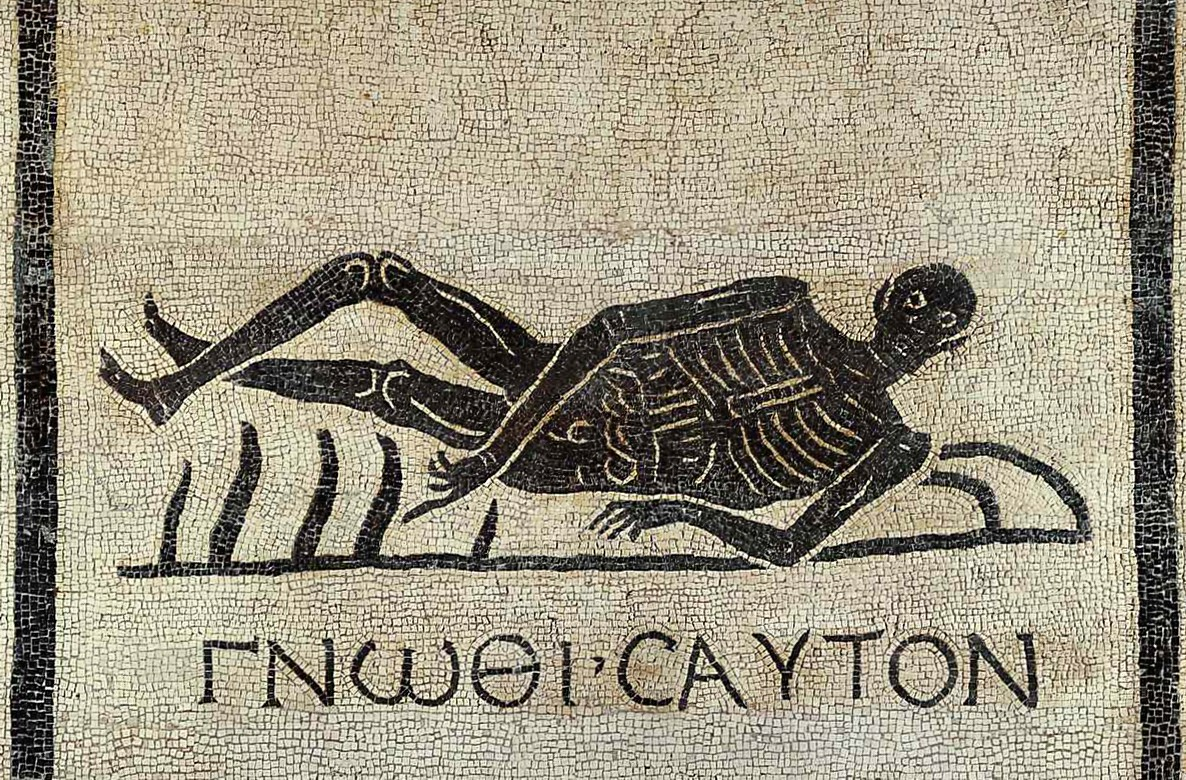
Un memento mori in un mosaico conservato alle Terme di Diocleziano a Roma: uno scheletro accompagnato dal motto greco γνῶθι σαυτόν (conosci te stesso)

L'esortazione «conosci te stesso» (in greco antico γνῶθι σαυτόν, gnōthi sautón, o anche γνῶθι σεαυτόν, gnōthi seautón) è una massima religiosa greco antica iscritta nel tempio di Apollo a Delfi.
La locuzione latina corrispondente è nosce te ipsum. È anche utilizzata in latino la versione temet nosce.

## Origine

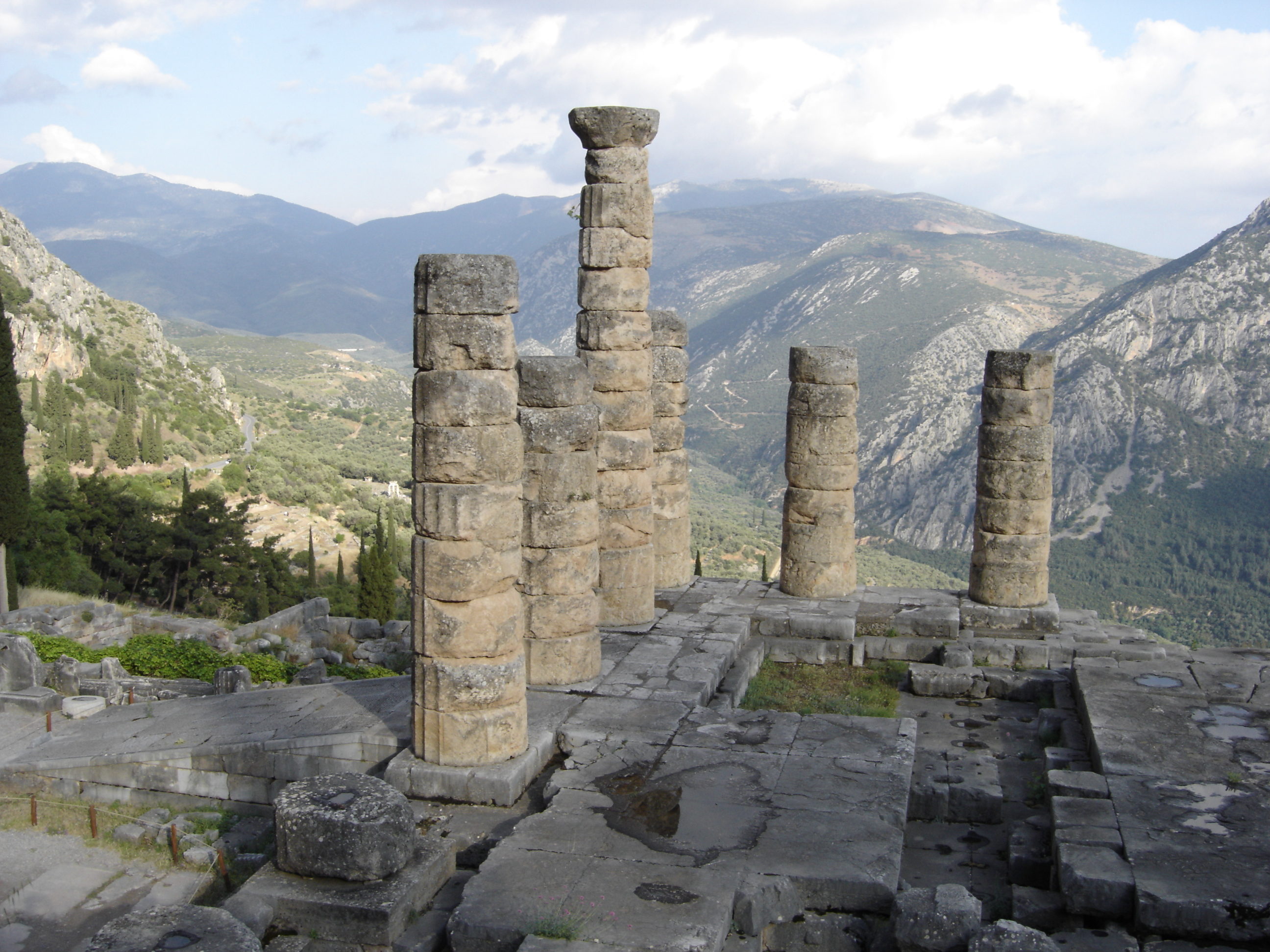
Rovine del tempio di Apollo a Delfi, sul cui fronte era incisa la frase

Sulla base dell'opera di Porfirio Sul «conosci te stesso» essa viene fatta risalire a quattro possibili, differenti origini:
- creata da Femonoe (già Pizia, sacerdotessa di Delfi) o da Fenotea;
- creata da uno dei sette savi: Talete, Chilone o Biante;
- pronunciata dall'oracolo delfico (quindi attribuita ad Apollo stesso) in risposta a un quesito di Chilone;
- riportata sulla facciata del tempio di Apollo a Delfi quando questo venne ricostruito in pietra dopo essere stato distrutto[4].

Altri riferimenti:
- Diogene Laerzio (I, 40) riferisce che Antistene la attribuì a Talete.
- Per Demetrio Falereo (Müllach, fr. 3) l'autore è Chilone.
- Citata anche in Pittaco Sentenze, 16.
- Socrate domanda a Eutidemo se l'ha vista nel tempio di Apollo a Delfi (Senofonte, Detti memorabili, IV, 2, 24)

## Significato
Gli studiosi, anche se con alcune differenze, concordano sul fatto che con questa sentenza Apollo intimasse agli uomini di «riconoscere la propria limitatezza e finitezza».
Nel Prometeo incatenato di Eschilo, con analoga sentenza Oceano consiglia Prometeo:
(Eschilo, Prometeo incatenato, 307 e sgg.; traduzione di Monica Centanni, Milano, Mondadori, 2007, p. 320-1.)
Ed è proprio a partire da questa opera che lo scoliaste indica la sentenza delfica nella forma greca a noi più nota: γνῶθι σεαυτόν (gnōthi seautón) commentando così: «conosci te stesso ed abbi la consapevolezza di essere inferiore a Zeus».
L'invito a "stare al proprio posto", a non "sconfinare" in ruoli che non gli sono propri, a conoscere i propri limiti è quello mosso da Apollo a Diomede (V, 440-2) e ad Achille (X, 8-10) nell'Iliade; in quanto, come rammenta Apollo allo stesso Posidone, gli uomini non sono altro che «dei miseri mortali che, come le foglie, ora fioriscono in pieno splendore, mangiando i frutti del campo, ora languiscono e muoiono».
Il significato originario è incerto: per deduzione da alcune formule a noi pervenute (Nulla di troppo, Ottima è la misura,  Non desiderare l'impossibile), l'intento sarebbe quello di voler ammonire l'interlocutore a conoscere i propri limiti, «conosci chi sei e non presumere di essere di più»; sarebbe stata dunque una esortazione a non cadere negli eccessi a non offendere la divinità pretendendo di essere come il dio. Del resto tutta la tradizione antica mostra come l'ideale del saggio, colui che possiede la sophrosyne (la saggezza), sia quello della moderazione. 

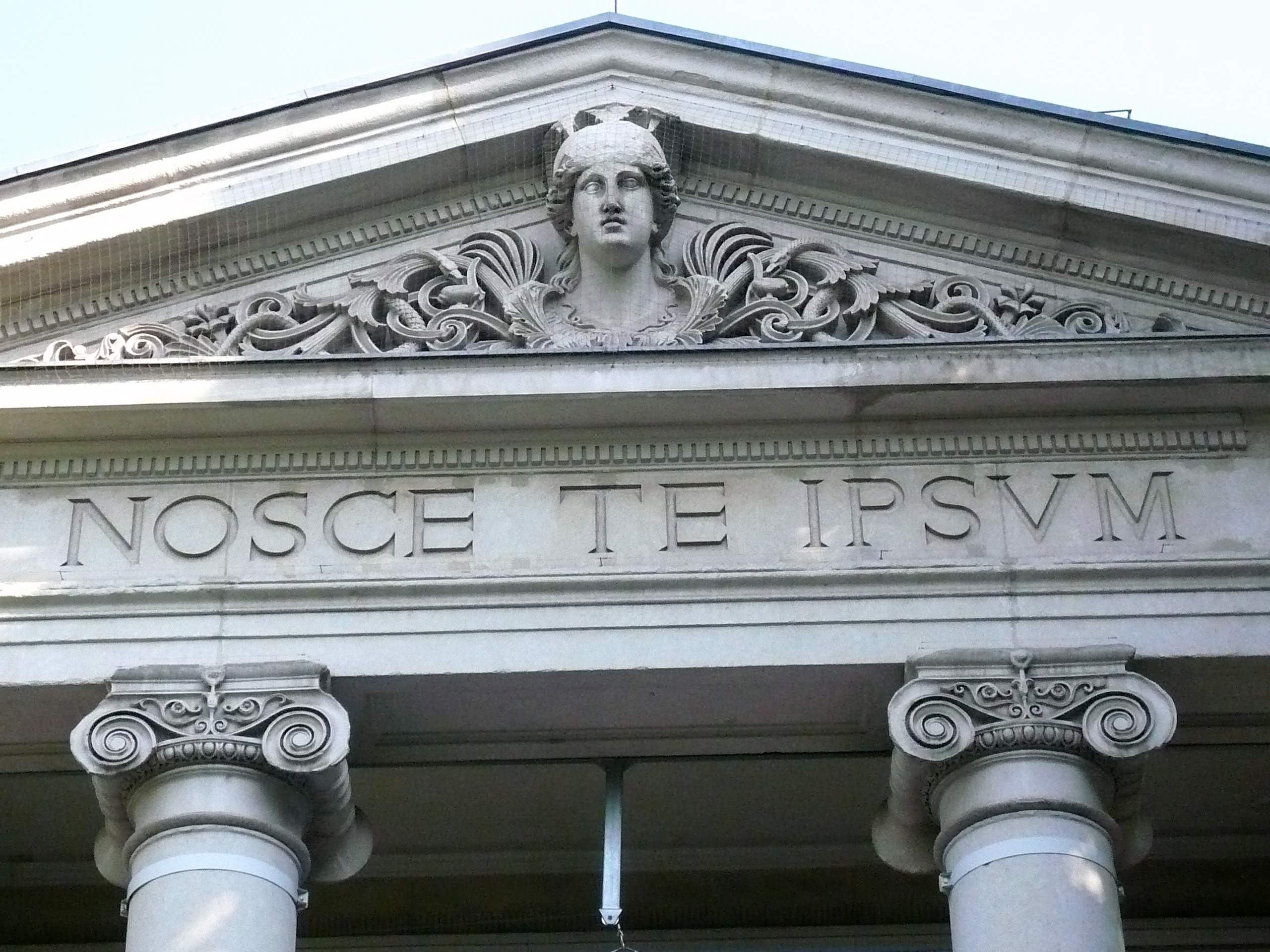
L'iscrizione in latino sopra l'entrata del Museo Nacional de Antropología a Madrid.

"Conosci te stesso" non solo era una frase incisa in greco sul frontone del tempio di Apollo a Delfi, ma era anche una delle sentenze memorabili attribuite ai Sette Sapienti dell'antichità (tra cui si annovera Talete di Mileto, considerato per convenzione il primo filosofo occidentale). Così si esortava gli uomini a indagare nelle profondità della propria anima, riconoscendo però al contempo la propria condizione mortale e la limitatezza umana. Socrate ne fece la sua massima preferita, interpretandola come un chiaro invito a considerare i limiti della conoscenza umana (il celebre "sapere di non sapere", consapevolezza necessaria prima di procedere lungo la via virtuosa del vero mediante la dialettica). Ciò si connette socraticamente all'arte maieutica: il vero maestro deve aiutare i propri allievi a trarre da sé la verità così come fanno le ostetriche, che aiutano le donne a partorire. Al contrario, non bisogna imporre la verità dogmaticamente dall'esterno.
Secondo Giovanni Reale la comprensione del motto non può prescindere dalla conoscenza dell'elaborazione successiva di Platone e dei Neoplatonici (pur tenendo presente la maggior vicinanza di Socrate con l'originaria religione delfica). In particolare Platone, nell'Alcibiade Maggiore, sostiene che per conoscere adeguatamente noi stessi, dobbiamo guardare il divino che è in noi.
Non a caso troviamo questo concetto in vari elementi filosofici e religiosi del periodo ellenico e romano: gli Orfici credevano che l'anima fosse di natura divina e infatti la chiamavano dáimōn, che significa divinità minore. Anche per gli stoici la realizzazione, chiamata oikeiosis, avveniva attraverso la percezione interna, pratica simile se non identica alla meditazione di base induista e buddhista, mentre nel neoplatonismo l'anima proveniva dall'Uno, ed attraverso l'estasi tornava ad Esso. Infine nello Gnosticismo, in cui la cultura greca ebbe grande influenza, la conoscenza del Divino partiva dalla conoscenza di sé che spesso si otteneva attraverso pratiche meditative.

### Neoplatonismo e agostinismo

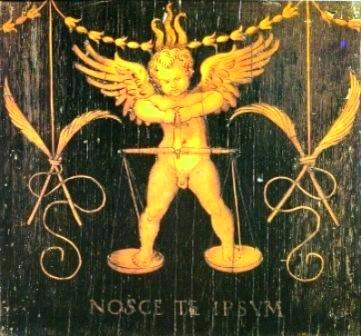
Amor sulla Bilancia, dalle tarsie del coro di Santa Maria Maggiore di Bergamo, carico di significati alchemici, quali l'equilibrio, l'ascesa verso l'alto, le fiamme della purificazione, che sovrasta la scritta Nosce te ipsum con cui si invita a ricercare la sapienza in se stessi.

Nelle Enneadi di Plotino questo precetto delfico è al centro della trattazione della parte antropologica e psicologica e segna il percorso evolutivo e mistico diretto al congiungimento con la propria essenza divina.
Un concetto simile si trova anche nel monito di Sant'Agostino: "Noli foras ire, in te ipsum redi, in interiore homine habitat veritas" («Non andare fuori, rientra in te stesso: è nel profondo dell'uomo che risiede la verità»).
Il processo conoscitivo, sostiene infatti Agostino, non può che nascere all'inizio dalla sensazione, nella quale il corpo è passivo, ma poi interviene l'anima che giudica le cose sulla base di criteri che vanno oltre gli oggetti corporei.
Egli osserva come ad esempio i concetti matematico-geometrici che applichiamo agli oggetti corporei abbiano le caratteristiche spirituali della necessità, dell'immutabilità, e della perfezione, mentre gli oggetti in sé sono contingenti. Per esempio nessuna simmetria, nessun concetto perfetto si potrebbe riconoscere nei corpi se l'intelligenza non conoscesse già in anticipo questi criteri di perfezione. Da dove deriva questa perfezione? La risposta è che al di sopra della nostra mente c'è una somma Verità, una ratio superior, ossia più elevata del mondo sensibile, dove le idee restano immutate nel tempo e ci permettono di descrivere la realtà degli oggetti contingenti.
Si può notare come Agostino assimili quei concetti perfettissimi alle Idee di Platone, ma diversamente da quest'ultimo egli le concepisce come i pensieri di Dio che noi intuiamo non in virtù della platonica reminiscenza, ma per illuminazione operata direttamente da Dio.
Sant'Agostino riferisce così il moto socratico "Conosci te stesso" al Dio cristiano, che trascende il pensiero umano, ma nello stesso tempo è in ogni uomo più intimo di quanto l'uomo lo sia a sé stesso (in interiore homine habitat veritas, nell'interiorità dell'uomo abita la verità).

## Cultura di massa
Nella trilogia cinematografica di Matrix l'Oracolo ha una targa in legno che riporta la scritta «temet nosce», che serve da monito e da guida ai potenziali Eletti, come Neo, al fine di capire e comprendere essi stessi e assurgere così a un livello superiore di coscienza e autocoscienza.